# پوران بنت حسن بن سهل
پوران بنت حسن بن سهل (به عربی: بوران بنت الحسن بن سهل) (نام اصلی: خدیجه بنت حسن بن سهل) (زادهٔ ۲ دسامبر ۸۰۷ – درگذشتهٔ ۲۳ اوت ۸۸۴) دختر حسن بن سهل سرخسی و از سال ۲۱۰ قمری همسر مأمون، شاعربانوی ایرانی در دورهٔ عباسی بود. او پس از درگذشت مأمون، در رثای او نیز شعر سرود.
کتاب آشپزی کتاب الطبیخ پوران را مخترع بورانی بادنجان معرفی نموده است 